# Harrisburg (Pennsylvania)
Harrisburg is de hoofdstad van Pennsylvania, een staat in de Verenigde Staten van Amerika. Het is tevens de hoofdplaats van Dauphin County. De stad, gelegen aan de rivier de Susquehanna, ligt op 165 kilometer van Philadelphia en had in 2000 48.950 inwoners.

## Geschiedenis
In 1719 vestigde de Engelse handelaar John Harris zich in het gebied waar zijn zoon in 1753 een veer over de Susquehanna begon. De locatie stond lange tijd bekend als Harris's Ferry. In 1785 werd de locatie uitgebouwd tot een dorp, dat eerst Harrisburg heette maar in 1786 werd omgedoopt tot Louisburg, ter ere van koning Lodewijk XVI van Frankrijk. In 1791 werd de naam Harrisburg hersteld waarna de stad in 1812 de hoofdstad van Pennsylvania werd.
Op 28 maart 1979 vond in de bij Harrisburg gelegen Kerncentrale Three Mile Island een storing plaats die bijna leidde tot een kernramp.

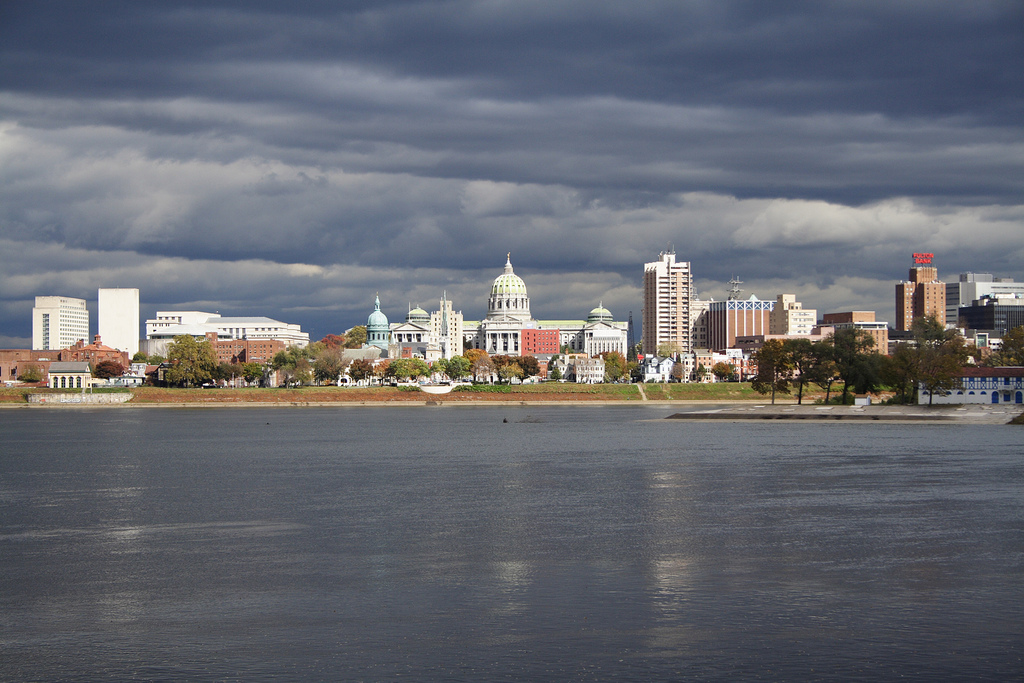
Harrisburg vanaf de Susquehanna

## Verkeer en vervoer

### Wegverkeer
De stad wordt ontsloten door de Interstate highways I-76 (oost), I-78, I-81, I-83 en I-283.

### Vliegverkeer
Op 15 kilometer vanaf Harrisburg ligt het Harrisburg International Airport, het op twee na grootste vliegveld van Pennsylvania.

### Openbaar vervoer
Het Capital Area Transit System verzorgt het openbaar vervoer van Harrisburg en omgeving.
Naast 36 "normale" busroutes rijdt de CAT ook met twee buslijnen op de campus van de Shippensburg University (nabij Shippensburg).
Het treinstation van Harrisburg ligt aan de "Pennsylvanianroute" (New York - Philadelphia - Harrisburg - Altoona - Pittsburgh) en de "Keystoneroute" (New York - Philadelphia - Harrisburg).

## Plaatsen in de nabije omgeving
De onderstaande figuur toont nabijgelegen plaatsen in een straal van 4 km rond Harrisburg.

## Geboren
- Jean Shiley (1911-1998), hoogspringster
- Barney Ewell (1918-1996), atleet
- Bobby Troup (1918-1999), acteur, pianist en liedjesschrijver
- Barry B. Longyear (1942-2025), sciencefiction- en scenarioschrijver
- Newt Gingrich (1943), Republikeins politicus en ex-voorzitter van het Huis van Afgevaardigden
- Glenn Branca (1948-2018), gitarist en componist
- Barry Lynn (1948), predikant en activist
- Dan Hartman (1950-1994), zanger en componist
- Eric Martsolf (1971), acteur
- Ryan Whiting (1986), atleet